# هومورا أكيمي
هومورا أكيمي (باليابانية: 暁美 ほむら) هي شخصية رئيسية في مسلسل الأنمي الفتاة الساحرة مادوكا ماجيكا وبقية الأعمال المرتبطة به.

## الشخصية
أول ظهور لشخصية هومورا كان في كابوس مادوكا كانامي وفي اليوم الذي يليه تظهر كطالبة مستجدة في مدرستها. يبدو على هومورا معرفتها لمادوكا ومحاولتها الدائمة لمنعها من قبول عرض كيوبي بتحويلها لفتاة سحر مقابل تحقيق أي أمنية تريدها.

## روابط خارجية
- هومورا أكيمي على موقع ميوزك برينز (الإنجليزية)